# اکاترینا اولاسویچ
اکاترینا اولاسویچ (روسی: Екатерина Уласевич؛ زادهٔ ۳ مارس ۱۹۹۱) بازیکن فوتبال اهل روسیه است.
وی همچنین در تیم ملی فوتبال Russia women's U-19 بازی کرده‌است.